# Julia Uttendorfer
Julia Uttendorfer (* 24. Februar 1982 in Dachau) ist eine deutsche Schauspielerin.

## Werdegang
Julia Uttendorfer wuchs in Unterschleißheim bei München auf. Nach dem Schulabschluss 1999 machte sie eine Ausbildung zur Versicherungskauffrau. 2005 schrieb sie sich für eine Schauspielausbildung beim Schauspiel München ein. Ebenso absolvierte sie Kurse in Camera-Acting bei Miroslav Mandic Hochschule für Fernsehen und Film München und Mathias Allary Macromedia München.
Ihren ersten Fernsehauftritt hatte sie 2008 in der ARD-Serie Um Himmels Willen, gefolgt von kleinen Episodenrollen unter anderem auf SAT1 und RTL. Es folgten Rollen in: Aktenzeichen XY (ZDF), Die Rosenheim Cops (ZDF), Schwarzach 23 (ZDF) und München Mord (ZDF).
Ihr Theaterdebüt gab Uttendorfer 2006 am Schauspiel München, es folgten Engagements u. a. am Hoftheater Bergkirchen, auf der neuen Werkbühne München und bei AKT 4 Theaterproduktion.
In der Spielzeit 2019 war Julia Uttendorfer am Theater Komödie im Bayerischen Hof in München in der Boulevardkomödie Dornröschen und die vier Feen als Fee Philomena zu sehen, 2020 in Wer hat Angst vorm weißen Mann in der Rolle der Mireille Maisacher.

## Filmografie (Auswahl)
- 2008: Um Himmels Willen – Schwere Geburt (Ulrich König)
- 2011: Sei ganz du selbst – Pennerglück (Magnus Maria Holzapfel)
- 2013: Die Magie der Farben (Heinz Peter)
- 2014: Verlobte mit Herz (Volker Schwab)
- 2014: Thomas – Volle Risiko (Peter Spielmann)
- 2015: Frau Pfarrer und Herr Priester (Sebastian Sorger)
- 2015: 98 Tage (Florian Ellenbach)
- 2016: Die Rosenheim-Cops – Tod eines Gleitschirmfliegers (Karsten Wichniarz)
- 2016: Terra X – Superhelden: Beowulf (Nina Koshofer)
- 2017: Schwarzach 23 und der Schädel des Satan (Matthias Tiefenbacher)
- 2017: Der Staatsfeind (Felix Herzogenrath)
- 2017: München Mord – Die ganze Stadt ein Depp (Sascha Bigler)
- 2018: Ein letztes Mal (Mark Kuhlmann)
- 2018: Als Hitler das rosa Kaninchen stahl (Caroline Link)
- 2019: Aktenzeichen XY … ungelöst (Robert Sigl)
- 2024: Erzgebirgskrimi – Die Tränen der Mütter (Constanze Knoche)

## Theater (Auswahl)
- 2007: Restwärme (TamS Theater München)
- 2008: Der Talisman (Hoftheater Bergkirchen)
- 2008/09: Reineke Fuchs (Neue Werkbühne München)
- 2009/10: Die Verwandlung (Neue Werkbühne München)
- 2009/11: Momo (Neue Werkbühne München)
- 2010/13: Der Nibelungen Ring (Neue Werkbühne München)
- 2011/13: My Fair Lady (Hoftheater Bergkirchen)
- 2011/13: Ronja Räubertochter (Neue Werkbühne München)
- 2013/16: Der kleine Prinz (Neue Werkbühne München)
- 2014/16: Der gute Mensch von Sezuan (Neue Werkbühne München)
- 2015/16: Hirn! Das Labor der Dr. Franka Stein (Hoftheater Bergkirchen)
- 2015/16: Die Leiden des jungen Werther (Hoftheater Bergkirchen)
- 2017/19: Nastrovje, Beluga! (Akt 4 Theaterproduktion – Zimt und Zyankali)
- 2019: Wiener Brut (Akt 4 Theaterproduktion – Zimt und Zyankali)
- 2019: Dornröschen und die vier Feen (Komödie im Bayerischen Hof)
- 2020: Wer hat Angst vorm weißen Mann (Komödie im Bayerischen Hof)
- 2021/22: Die Liebe Geld (von Daniel Glattauer, Komödie im Bayerischen Hof)